# Piekpijp
Een piekpijp, eigenlijk spaarpijp geheten en soms ook wel piekbuis genoemd,  is een spaarpot in de vorm van een buis, die in de jaren 1980 veel voorkwam. De buis, waar de guldens (ook wel piek genaamd) in werden gespaard, had precies de diameter voor deze munt. Hierdoor vielen de gespaarde munten netjes op elkaar in de buis, en kon je aan de op de buis aangebrachte maatstreepjes precies aflezen hoeveel pieken je al had gespaard. Tegenwoordig zijn vergelijkbare pijpen te koop voor euromunten.